# Brabham
Motor Racing Developments Ltd. (MRD) war ein britischer Rennwagenhersteller und ein Motorsportteam. Das 1961 von dem seinerzeit zweimaligen Formel-1-Weltmeister Jack Brabham und dem Ingenieur Ron Tauranac gegründete Unternehmen nutzte die Markenbezeichnung Brabham für die von ihm konstruierten Rennwagen und für den Rennstall. Das Brabham-Team trat von 1962 bis 1992 unter anderem in der Formel 1 an. In den 1970er- und 1980er-Jahren wurde der Rennstall von Bernie Ecclestone geführt. Zu dieser Zeit kamen nacheinander Alfa Romeo und BMW als Motorenhersteller für Brabham zum Einsatz. In den letzten Jahren war der Rennstall unter wiederum neuer Leitung an mehreren Skandalen beteiligt. Brabham gewann neben zwei Konstrukteurs- auch vier Fahrermeisterschaften, jeweils einmal mit dem Teamgründer Jack Brabham und mit Denis Hulme sowie zweimal mit Nelson Piquet.

## Motor Racing Developments und Brabham Racing Organisation

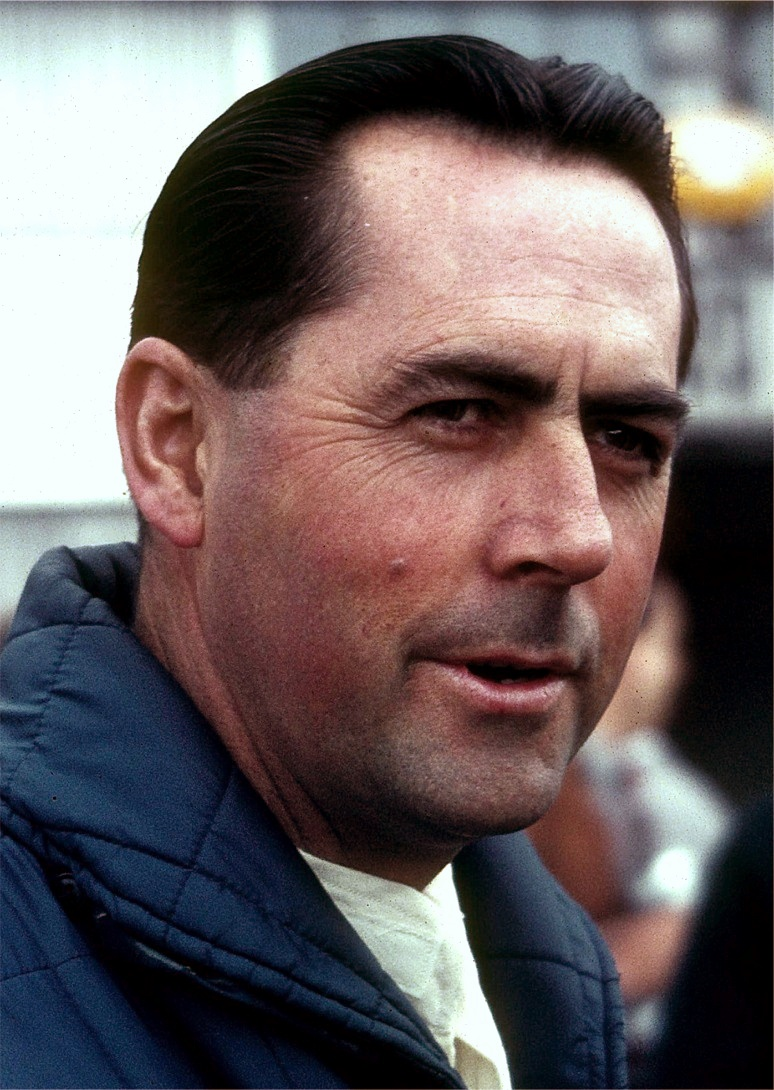
Teamgründer Jack Brabham

Die Beziehung von Motor Racing Developments zu dem gemeinhin Brabham genannten britischen Motorsportteam war zeitweise verwirrend. Anfänglich war Motor Racing Developments ein reiner Rennwagenhersteller, der für seine Modelle zwar die Markenbezeichnung Brabham nutzte, mit den Renneinsätzen aber formal nichts zu tun hatte. Erst 1970 wurden Rennwagenbau und Einsatz organisatorisch bei Motor Racing Developments zusammengeführt; landläufig wurde aber sowohl für die Autos als auch für das Team weiterhin der Begriff Brabham verwendet.
Gründer von Motor Racing Developments waren der australische Rennfahrer und der ebenfalls aus Australien stammende Ingenieur Ron Tauranac. Jack Brabham hatte 1959 und 1960 mit Cooper die Fahrerweltmeisterschaft der Formel 1 gewonnen. Aufgrund der geringen Bereitschaft der Cooper-Techniker, die vorhandenen Autos weiterzuentwickeln, entschloss sich Brabham zur Trennung von dem britischen Rennstall, für den er seit 1955 gefahren war. Brabham war der Ansicht, nur mit selbst konstruierten Autos seinen Ansprüchen gerecht zu werden.
Im mittelenglischen Milton Keynes bauten Brabham und Tauranac deshalb ab Sommer 1961 das Unternehmen Motor Racing Developments (MRD) auf, an dem beide anfänglich zu gleichen Teilen an MRD beteiligt waren. Die Gründungsphase verlief unter Geheimhaltung, weil Jack Brabham zu dieser Zeit noch bei Cooper unter Vertrag stand. MRD war ein potentieller Konkurrent Coopers: Wie dessen Autos, sollten auch die Rennwagen von MRD frei verkäuflich sein und damit auch unabhängigen Kundenteams zur Verfügung stehen.
Ab 1962 fuhr Brabham nicht mehr für das Cooper-Team, sondern trat für seinen eigenen Rennstall an, die Brabham Racing Organisation (BRO). Unter dieser Bezeichnung – und nicht als Motor Racing Developments – wurde das Team bis 1969 gemeldet. Die BRO setzte Autos von MRD ein, war aber rechtlich und organisatorisch von MRD unabhängig. Sie kaufte die Autos von MRD und zahlte für sie den gleichen Preis (anfänglich 3000 £) wie andere Kunden.
Die organisatorische Trennung von Fahrzeugbau und Renneinsatz führte zu einer Praxisferne der Produktion und der Entwicklung; insbesondere Tauranac beklagte den mangelnden Rücklauf an Informationen und drohte 1965 an, bei unveränderter Trennung den Rennwagenbau einstellen zu wollen. Jack Brabham erwog zunächst, die Rennwagen der Brabham Racing Organisation von einem anderen Chassishersteller zu beziehen, einigte sich aber im Herbst 1965 auf eine bessere Einbindung von MRD in den Rennbetrieb. Formal wurde die Trennung allerdings zunächst beibehalten. Ende 1969 verkaufte Jack Brabham seine Unternehmensanteile an Ron Taurancac. Zu dieser Zeit wurde auch das Team Brabham Racing Organisation in Motor Racing Developments eingegliedert. Den Formel-1-Einsatz organisierte danach unmittelbar MRD, das nunmehr über ein echtes Werksteam verfügte. Ab 1970 erfolgten alle Meldungen unter der Bezeichnung Motor Racing Developments, wobei umgangssprachlich nach wie vor von Brabham die Rede war. Alle künftigen Eigentümer von MRD nutzten die Marke Brabham ebenfalls.
Ungeachtet der erst spät erfolgten Zusammenführung von MRD und Brabham Racing Organisation trugen die von MRD entwickelten Rennwagen nahezu von Beginn an die Markenbezeichnung Brabham. Zwar hatten Brabham und Tauranac anfänglich geplant, die Rennwagen als MRD zu bezeichnen. Auf Initiative des Schweizer Journalisten Gérard „Jabby“ Crombac wurde die Bezeichnung jedoch früh geändert. Crombac wies darauf hin, dass MRD im Französischen wie das Schimpfwort „Merde“ ausgesprochen werde. Als Modellbezeichnung wählte MRD daraufhin den hinreichend benannten Namen Brabhams, wobei das angehängte BT, das die weitere Differenzierung der Modelle einleitete, die Anfangsbuchstaben der Nachnamen Brabhams und Tauranacs aufgriff.

## Unternehmensgeschichte

### Die Brabham-Tauranac-Ära

Frühes Brabham-Logo

Jack Brabham war der erste Fahrer der Formel 1, der mit eigenen Fahrzeugen regelmäßig bei Weltmeisterschaftsläufen an den Start ging. Brabham gewann einmal mit seinem eigenen Auto die Fahrerweltmeisterschaft (1966), eine Leistung, die keinem anderen Fahrer zuvor und danach gelungen ist; ein Jahr später wiederholten MRD und BRO diesen Erfolg mit Denis Hulme. In den 1960er-Jahren gehörten MRD bzw. BRO zu den erfolgreichsten Unternehmen der Formel 1. 1970 trennte sich Jack Brabham von MRD und BRO. Vorübergehend übernahm Ron Tauranac die Leitung des Rennwagenherstellers wie auch des inzwischen inkorporierten Werksteams. Nach nur einem Jahr aber gab er sein Engagement auf und verkaufte MRD seinerseits.
Ungeachtet des Verkaufs gab es auch in den 1980er- und 1990er-Jahren noch verschiedene, teils indirekte Verbindungen des Teams zu seinem Gründer Jack Brabham und dessen Familie. Ab 1989 etwa verwendete der Rennstall Motoren des britischen Herstellers Engine Developments („Judd“), an dem Jack Brabham Anteile hielt. Jack Brabhams Sohn David fuhr 1990 für das Team, sodass es 20 Jahre nach dem letzten Rennen des Gründers noch einmal zu der vor allem in Großbritannien viel beachteten Kombination „Brabham auf Brabham“ kam.

### Bernie Ecclestone

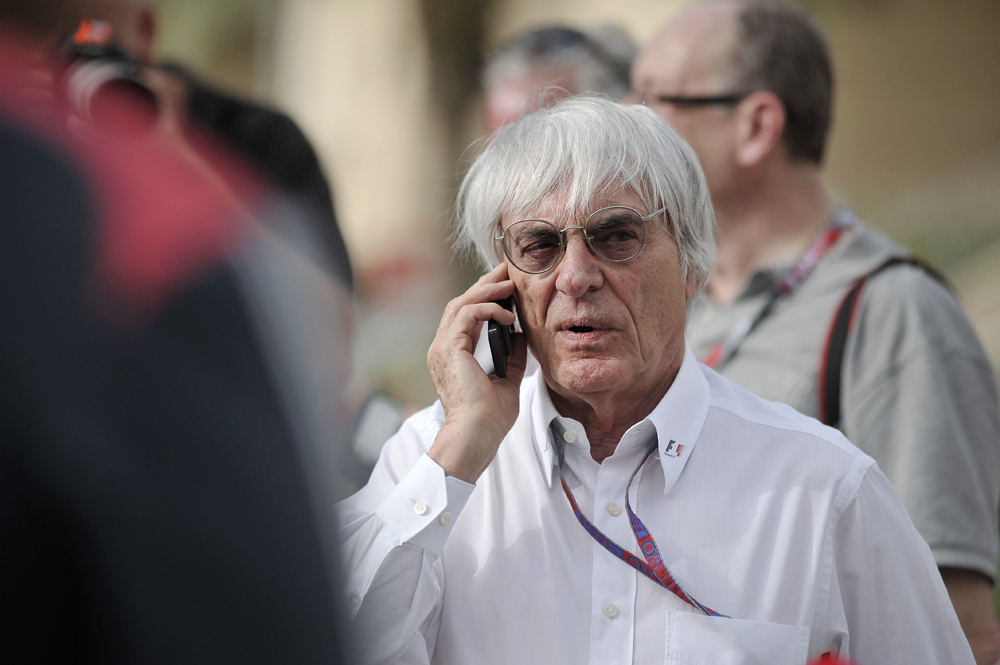
Teamchef von 1972 bis 1987: Bernie Ecclestone

Ron Tauranac verkaufte MRD 1972 an Bernie Ecclestone. Tauranac setzte sich vorübergehend zur Ruhe, kehrte aber nach wenigen Jahren mit dem neu gegründeten Unternehmen Ralt als Chassishersteller in den internationalen Motorsport zurück.
Bernie Ecclestone, zu dieser Zeit ein Londoner Geschäftsmann, hatte wenig Erfahrung im Motorsportmanagement. Er setzte den Rennbetrieb bei MRD fort, nutzte dafür aber in der Öffentlichkeit konsequent den etablierten Markennamen Brabham. Nachdem Ecclestone das Team übernommen hatte, gab MRD ähnlich wie McLaren und Lotus das Kundengeschäft auf. Der letzte privat eingesetzte Brabham war der BT44 des Teams RAM Racing in der Saison 1976. In technischer Hinsicht war die Ecclestone-Ära von Gordon Murray geprägt, der von 1973 bis 1986 Chefdesigner des Teams war. Murray verantwortete alle in dieser Zeit entstandenen Brabham-Fahrzeuge, von denen der sogenannte „Staubsauger-Brabham“ BT46B das wohl außergewöhnlichste war. Ecclestone setzte in den 1970er-Jahren vor allem aus wirtschaftlichen Gründen auf Motoren von Alfa Romeo, die er kostenlos erhielt, die aber als unzuverlässig galten. Den Wechsel in die Turbo-Ära vollzog das Team noch vor den Konkurrenten Williams und McLaren. Brabham verließ sich hier auf den zunächst exklusiv ans Team gebundenen deutschen Hersteller BMW. Die Verbindung begann problematisch, führte aber zum Gewinn einer Fahrerweltmeisterschaft. Brabhams Spitzenfahrer Nelson Piquet war 1983 der erste Formel-1-Weltmeister, der seinen Titel mit einem Turbomotor gewann. Danach ließ der Erfolg der Verbindung Brabham-BMW nach; auch außergewöhnliche Konstruktionen wie der extrem flache und mit stark geneigt eingebauten Motoren ausgerüstete Brabham BT55 von 1986 brachten keine Siege mehr hervor.
In den 1980er-Jahren wurde Ecclestone zunehmend von seinen Aufgaben in der FOCA in Anspruch genommen. Sein Engagement für das Brabham-Team ließ in dieser Zeit kontinuierlich nach, sodass er den Rennstall Ende 1987 schließlich verkaufte.

### Sabbatjahr

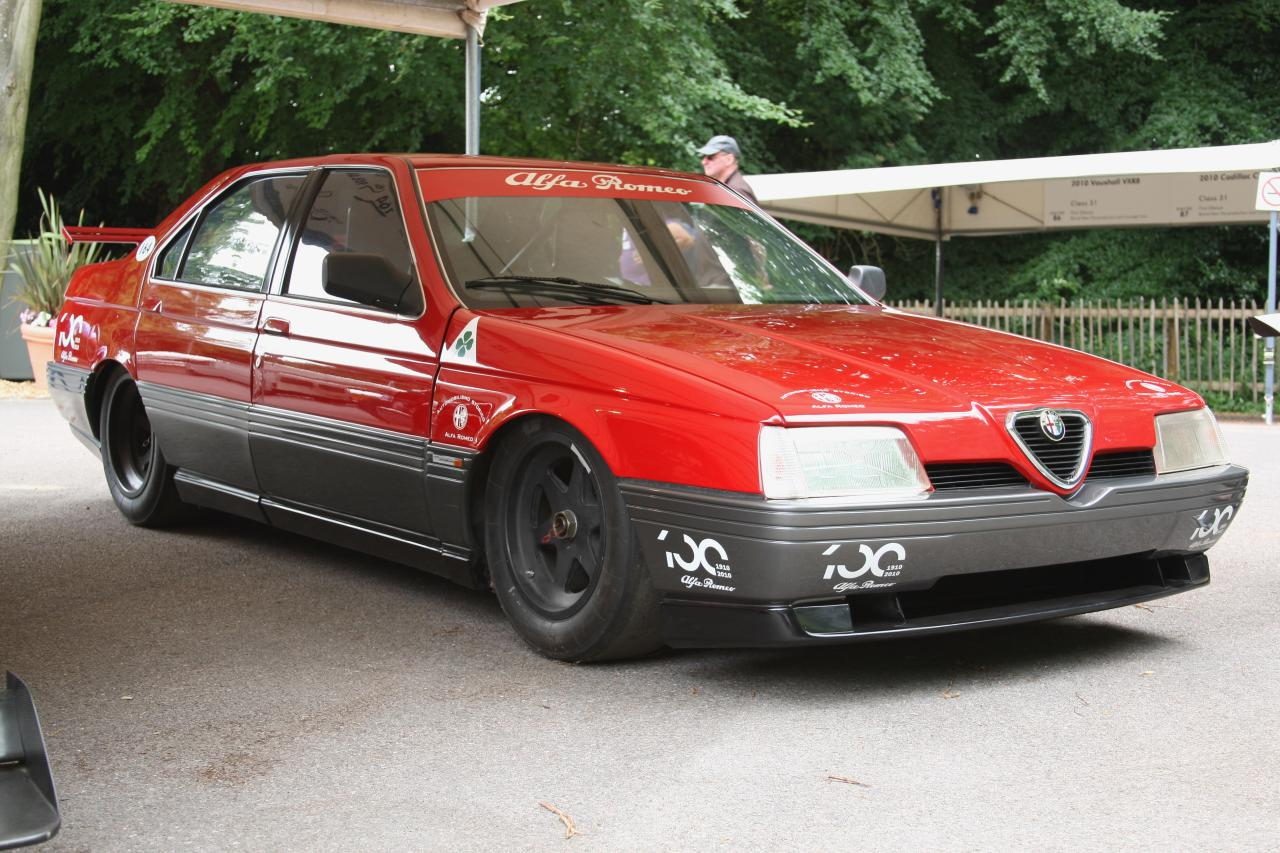
1988 bei Brabham konstruiert: Alfa Romeo 164 „Procar“

Mit Ablauf der Saison 1987, in der das Team wie schon im Jahr zuvor keinen Sieg hatte erzielen können, beendete BMW sein Engagement bei Brabham. Bernie Ecclestone hatte zunächst versucht, als Ersatz die neu entwickelten Turbomotoren von Ford zu erhalten, die 1987 bei Benetton gelaufen waren; Ford gab aber nach nur einem Jahr die Turbotechnologie auf. Letztlich gelang es Ecclestone nicht, für die Saison 1988 einen konkurrenzfähigen Motor zu bekommen. Im Herbst 1987 kündigte er daher an, dass sein Rennstall 1988 nicht an der Formel-1-Weltmeisterschaft teilnehmen werde. Gegenüber der Öffentlichkeit wurde dieser Schritt zunächst als Sabbatjahr im Hinblick auf einen Neuanfang 1989 vermarktet.
Tatsächlich verkaufte Ecclestone, noch im Herbst 1987, den Rennstall an die Fiat-Tochter Alfa Romeo, die sich 1988 unter weitgehender Geheimhaltung mit der Entwicklung eines als Procar bezeichneten Rennsportwagens auf der Basis des Alfa Romeo 164 beschäftigte. Gedacht war das Auto für eine neu ausgeschriebene Motorsportserie, in der Formel-1-Motoren mit den Karosserien von Serienfahrzeugen verbunden wurden. Als nach einem Dreivierteljahr klar wurde, dass diese Procar-Serie entgegen den ursprünglichen Planungen nicht 1989 als Rahmenserie der Formel 1 stattfinden würde, stieß Alfa Romeo den britischen Rennstall im Herbst 1988 ab.

### Neuanfang mit Schweizer Investoren
1988 erklärte der Schweizer Rennfahrer Walter Brun, Inhaber des strauchelnden Formel-1-Rennstalls EuroBrun Racing, öffentlich, er habe „zusammen mit einigen Geschäftsfreunden“ Brabham bzw. Motor Racing Developments gekauft. Er wolle mit Brabham wieder an der Formel-1-Weltmeisterschaft teilnehmen. Zwischen November 1988 und Januar 1989 trat Walter Brun daraufhin sowohl als Teamchef von EuroBrun als auch von Brabham auf. Auf Pressefotos ließ er die avisierten Brabham-Piloten Stefano Modena und Martin Brundle neben dem 1989er EuroBrun-Fahrer Gregor Foitek gemeinsam mit einem EuroBrun ER188 abbilden. Im Januar 1989 kam allerdings heraus, dass nicht Brun selbst das Team gekauft hatte, sondern ein Luzerner Geschäftsmann namens Joachim Lüthi. Daneben war auch der australische Golf-Profi Greg Norman an dem Geschäft beteiligt. Brun hingegen hatte lediglich als Strohmann gehandelt. Zur Begründung gab Brun an, er habe durch eine Verbindung zu Brabham seinem Rennstall EuroBrun den Zugriff auf die technischen Ressourcen des britischen Traditionsteams ermöglichen wollen, um so seine eigenen Autos konkurrenzfähiger zu machen. Zu einem bestimmten Zeitpunkt sei auch darüber nachgedacht worden, Brabham und Eurobrun mit identischen Autos antreten zu lassen. Dies allerdings war durch das Reglement in der Formel 1 ausdrücklich untersagt. Im Januar 1989 kam es daraufhin zu einer offiziellen Trennung von Brabham und EuroBrun.
Lüthi betrieb 1989 das britische Team, während Brun gemeinsam mit Pavanello in die zweite Saison ging. Im Herbst 1989 wurde Joachim Lüthi in der Schweiz wegen des Verdachts auf Wirtschaftsvergehen verhaftet und verbrachte eine zweijährige Untersuchungshaft, aus der er 1992 floh. 1994 wurde er in der Schweiz in Abwesenheit zu einer Haftstrafe von siebeneinhalb Jahren verurteilt. 1995 wurde Lüthi in Kalifornien festgenommen und in die Schweiz ausgeliefert. Bernie Ecclestone kommentierte den Vorgang mit den Worten: „Eine Schande für die Formel 1.“

### Die letzten Jahre: Wechselnde japanische Eigentümer
Im Herbst 1989 begann das japanische Unternehmen Middlebridge, Einfluss auf Brabham zu nehmen. Middlebridge hatte 1986 die Rechte am Sportwagen Reliant Scimitar übernommen und war seitdem in Großbritannien als Kleinserienhersteller tätig. Parallel dazu unterhielt es ein Team in der Formel 3000, für das unter anderem Mark Blundell fuhr. Das Unternehmen hatte bereits 1987 versucht, mit Hilfe des ehemaligen RAM-Chefs John Macdonald und einem gebrauchten Benetton in der Formel 1 Fuß zu fassen, war seinerzeit aber am Reglement gescheitert.
Zwei Jahre später begann Middlebridge, Teamanteile an Brabham aufzukaufen. Joachim Lüthi versuchte, dies aus der Untersuchungshaft heraus zu verhindern, was im Dezember 1989 und im Januar 1990 zu mehreren Gerichtsverfahren führte. Im Februar 1990 kaufte Middlebridge problemlos den britischen Rennstall Onyx Grand Prix und erklärte, mit ihm nunmehr an der Formel-1-Weltmeisterschaft teilzunehmen. Kurz darauf gelang dem Unternehmen allerdings auch die vollständige Übernahme des Brabham-Teams; der Kaufpreis belief sich auf 1 Mio £. Zunächst war nicht klar, mit welchem seiner beiden Teams Middlebridge tatsächlich antreten wollte und welches aufgelöst werden sollte; die Medien spekulierten über eine Aufgabe des Brabham-Teams zugunsten von Onyx, das 1989 einen besseren Rang in der Konstrukteurswertung eingenommen hatte. Beide Teams erschienen zum Auftaktrennen in den USA. Klärung ergab sich erst wenige Tage vor Saisonbeginn: Überraschend verkaufte Middlebridge das Onyx-Team an den Schweizer Automobilkonstrukteur Peter Monteverdi, der den Rennbetrieb eigenständig unter der Bezeichnung Onyx-Monteverdi fortsetzte. Für Brabham bedeutete dies eine Fortbestehen unter Middlebridge-Leitung.
Nach nur zwei Jahren waren die Eigentumsverhältnisse am Brabham-Team erneut unklar. Als Eigentümer trat ab Anfang 1992 die japanische Alolique Group auf, was anfänglich als bloße Neufirmierung der Middlebridge Group dargestellt wurde. Im Frühjahr 1992 stellte sich heraus, dass Alolique tatsächlich keine juristische Verbindung zur Middlebridge Group hatte und finanziell nicht zum Betrieb eines Formel-1-Teams in der Lage war.
Middlebridge und Alolique finanzierten sich durch Kredite, die vornehmlich von dem britischen Leasingunternehmen Landhurst Leasing gewährt wurden, das primär auf die Vermietung von Luxusautomobilen spezialisiert war. Die Landhurst Ltd. leitete Kredite, die ihr zum Betrieb des Mietwagengeschäfts gewährt wurden, an Middlebridge und in geringerem Maße auch an das Konkurrenzteam Lotus weiter. Von Landhursts Kreditlinie in Höhe von 180 MioUS-$ gingen ohne Kenntnis der kreditgebenden Banken insgesamt 75 Mio US-$ an die beiden Formel-1-Teams, mehr als zwei Drittel davon an Middlebridge. Middlebridge zahlte dem Landhurst-Management mehrfach Bestechungsgelder, um so weitere Kredite oder eine Verlängerung bestehender Kredite zu erhalten. Als Landhurst im Sommer 1992 seinerseits zahlungsunfähig wurde und die Brabham gewährten Darlehen fällig stellte, brach der Rennstall zusammen. Das Landhurst-Management wurde später wegen Betrugs angeklagt.

## Renneinsätze des Werksteams in der Formel 1

### Die Jack-Brabham-Jahre

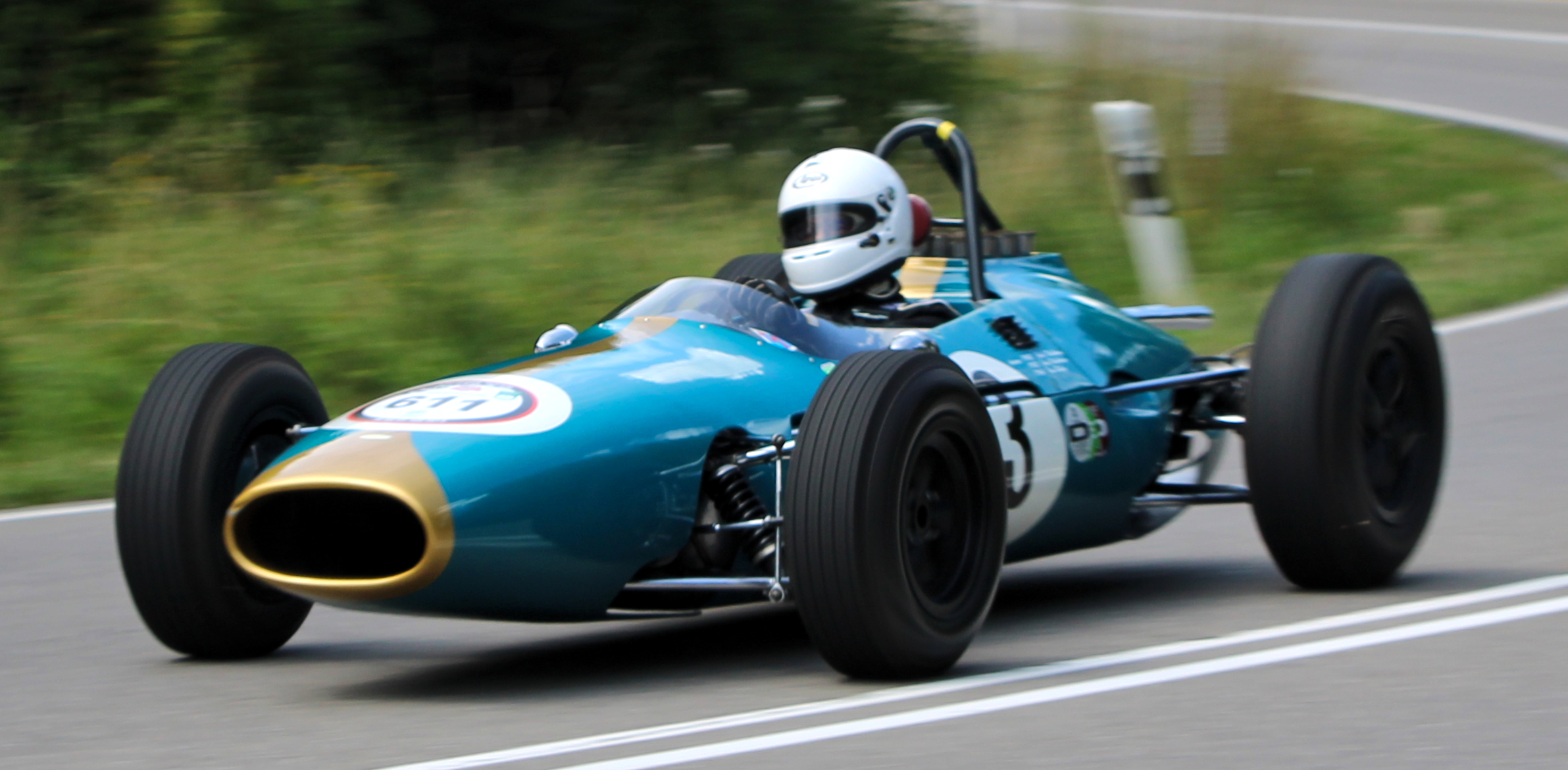
Brabhams erster eigener Formel-1-Wagen: BT3 von 1963 beim Solitude Revival 2019

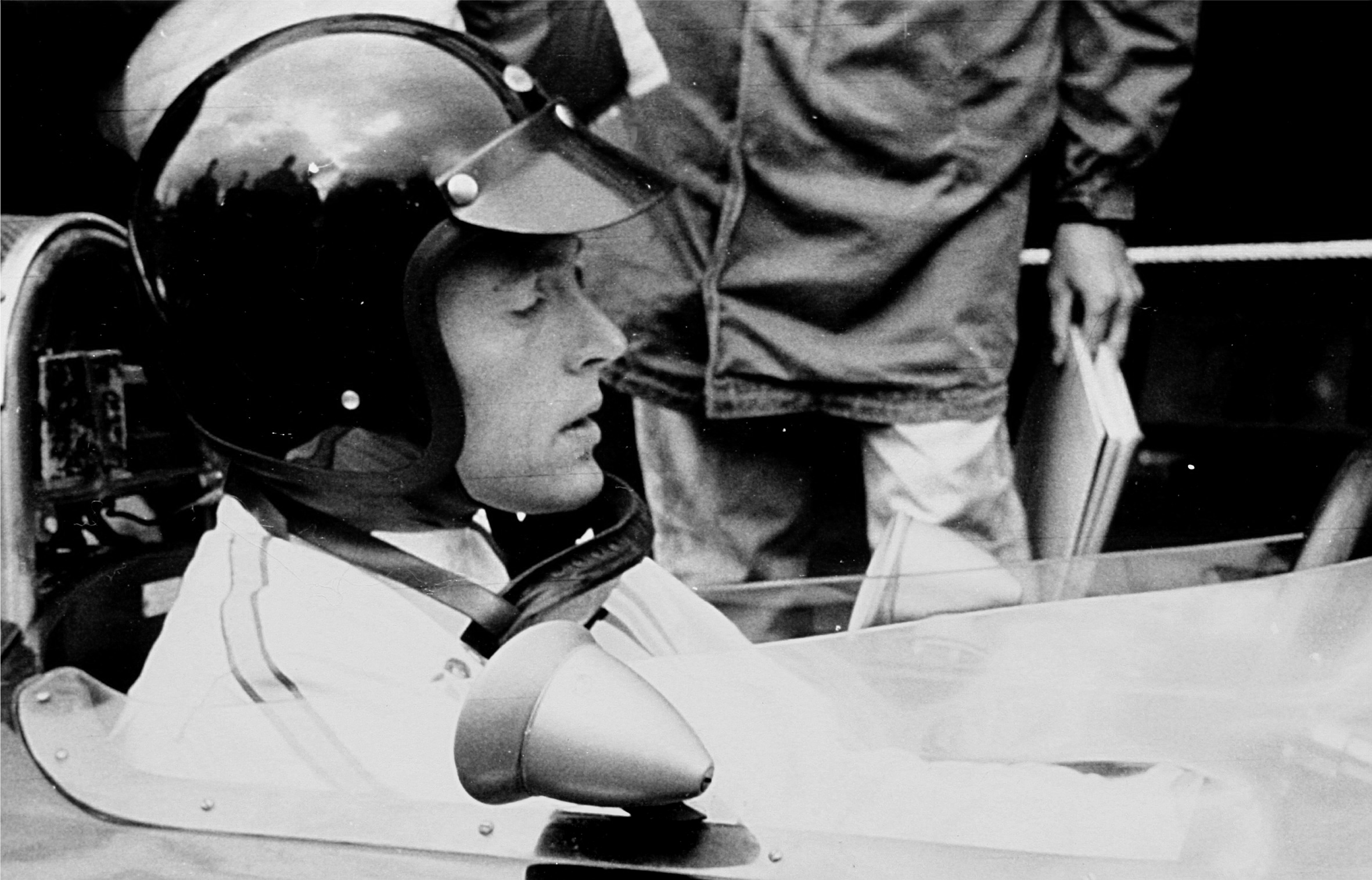
Dan Gurney, Brabhams erster Sieger bei einem Weltmeisterschaftslauf

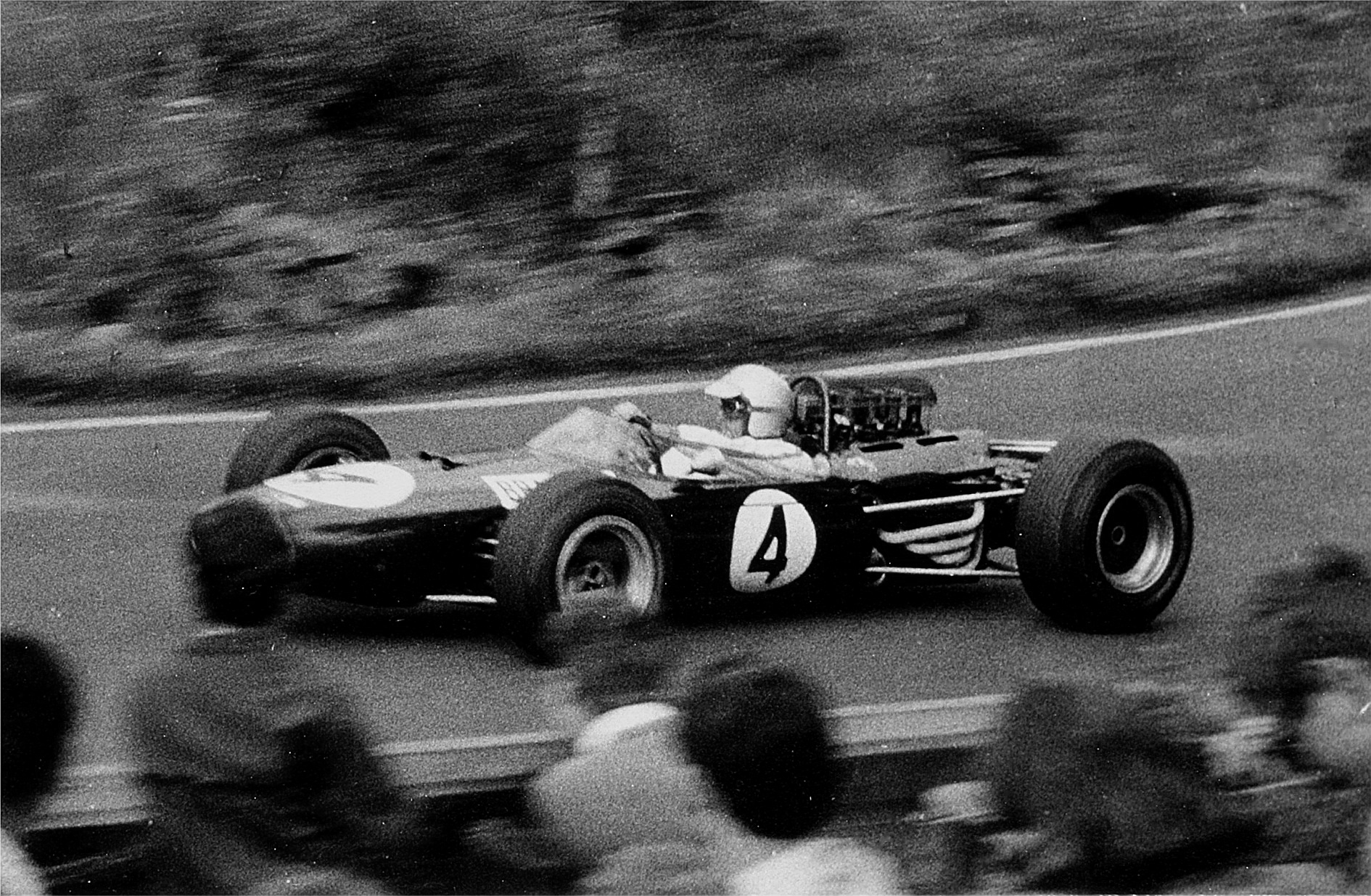
Jack Brabham im BT11 beim Großen Preis von Deutschland 1965 in der Südkehre des Nürburgrings

In der ersten Hälfte des Jahres 1962 waren Brabham und Tauranac mit der Konstruktion eines eigenen Formel-1-Rennwagens beschäftigt, sodass Brabham die ersten Rennen der Saison 1962 noch mit einem angekauften Lotus 24 bestreiten musste, der seinem Fahrstil nicht entsprach und mit dem Brabham bei Weltmeisterschaftsläufen und bei meisterschaftsfreien Rennen nur wenige gute Resultate erzielte. Brabhams erstes eigenes Formel-1-Auto, der BT3 mit Coventry-Climax-Motor, debütierte im August beim Großen Preis von Deutschland auf dem Nürburgring. Hier fiel Brabham nach neun von 15 Runden infolge eines technischen Defekts aus. Beim zweiten Einsatz des Autos in den USA wurde Brabham ebenso Vierter wie beim Saisonabschluss in Südafrika. Mit sechs Punkten lag Brabham am Saisonende auf Platz sieben der Konstrukteurswertung.
Bereits im folgenden Jahr galt Brabham als eines der Spitzenteams der Formel 1. In diesem Jahr setzte das Team regelmäßig zwei Autos ein. Zweiter Fahrer neben Jack Brabham wurde der US-Amerikaner Dan Gurney. Beim Großen Preis der Solitude in Stuttgart erzielte Brabham den ersten Formel-1-Sieg mit seinem eigenen Auto. Allerdings erhielt er hierfür keine Weltmeisterschaftspunkte, da das Rennen keinen Weltmeisterschaftsstatus hatte. Zuvor hatte Gurney bereits bei dem Weltmeisterschaftslauf in Monaco mit Platz drei die ersten Podiumsplatzierung für Brabham herausgefahren; später wiederholte er dies mit zwei zweiten Plätzen in Belgien und in Südafrika. Den Großen Preis von Mexiko beendete Brabham seinerseits als Zweiter. Insgesamt fuhr Brabham in der ersten kompletten Saison 30 Weltmeisterschaftspunkte ein, sodass das Team am Jahresende hinter Lotus und BRM auf Platz drei der Konstrukteurswertung lag.
In der Saison 1964 festigte das Team seinen Ruf. Beim Großen Preis von Frankreich fuhr Dan Gurney den ersten Sieg für Brabham bei einem Weltmeisterschaftslauf ein; ein halbes Jahr später kam in Mexiko der zweite Sieg hinzu. Jack Brabham ergänzte den ersten Sieg seines Teams in Frankreich um einen dritten Platz. Damit standen in Rouen erstmals zwei Brabham-Fahrer auf dem Podium. Abgesehen davon punktete Jack Brabham 1964 nur noch zwei weitere Male: Er wurde in Belgien Dritter und in Großbritannien Vierter. Insgesamt erzielte der Rennstall 1964 wiederum 30 Punkte und lag damit in der Konstrukteurswertung hinter Ferrari, Lotus und BRM auf Rang vier.
Nach den Titeln bei Cooper 1959 und 1960 wurde Jack Brabham 1966 ein drittes Mal Weltmeister. Zum ersten und bisher einzigen Mal gewann damit ein Fahrer in seinem eigenen Fahrzeug auch die WM. Maßgeblichen Anteil hatten dabei die Regeländerungen für 1966 mit Verdoppelung des Hubraumes auf 3 Liter. Brabham setzte dabei auf simple Konstruktionen, insbesondere das auf einem amerikanischen Buick-Motor von Repco basierende Triebwerk, das zuverlässiger war als die stärkeren Motoren der Konkurrenz, die noch nicht ausgereift waren.
Der zweite von Brabham erzielte Weltmeistertitel wurde durch Denny Hulme 1967 erreicht. Nachdem sich 1968 der weiterentwickelte Repco dem Ford-Cosworth als unterlegen erwiesen hatte, wurde fortan auch dieser Motor verwendet.

### Die Ecclestone-Ära

#### Anlaufschwierigkeiten und Gordon Murray
Die ersten Jahre unter der Eignerschaft von Bernie Ecclestone verliefen ernüchternd: Der noch 1971 unter Ron Tauranac eingeführte BT34 fiel zwar durch seinen zweigeteilten Frontspoiler mit integrierten Kühlern auf, die an Hummerscheren erinnerten. Die verschiedenen Fahrer erzielte mit ihm aber keine nennenswerten Erfolge, bestes Ergebnis war ein sechster Platz von Graham Hill. Der konventioneller gestaltete BT37 von Ralph Bellamy war im Verlauf der Saison 1972 erfolgreicher, aber auch hiermit kamen die Fahrer Hill und Carlos Reutemann nicht über einen vierten Platz als beste Platzierung hinaus.
Einen Fortschritt brachte erst die Berufung von Gordon Murray, einem südafrikanischen Ingenieur, zum Chefdesigner. Mit Murrays erstem Brabham, dem BT42, errang Reutemann im Verlauf der Saison 1973 zwei Podestplatzierungen. Vor allem aber bildete dieses Fahrzeug die Grundlage für den 1974 und 1975 eingesetzten BT44. Das weiße Fahrzeug mit dem auffälligen Sponsoring des Turiner Spirituosenherstellers Martini & Rossi bescherte Reutemann und Carlos Pace große Erfolge: In beiden Saisonen gewannen diese Fahrer zusammen fünf Rennen und erzielten zehn weitere Podestplatzierungen, was dem Team 1975 einen zweiten Platz in der Konstrukteursmeisterschaft einbrachte. Zudem wurde Reutemann Dritter der Fahrerweltmeisterschaft.

#### Vier Jahre mit Alfa Romeo

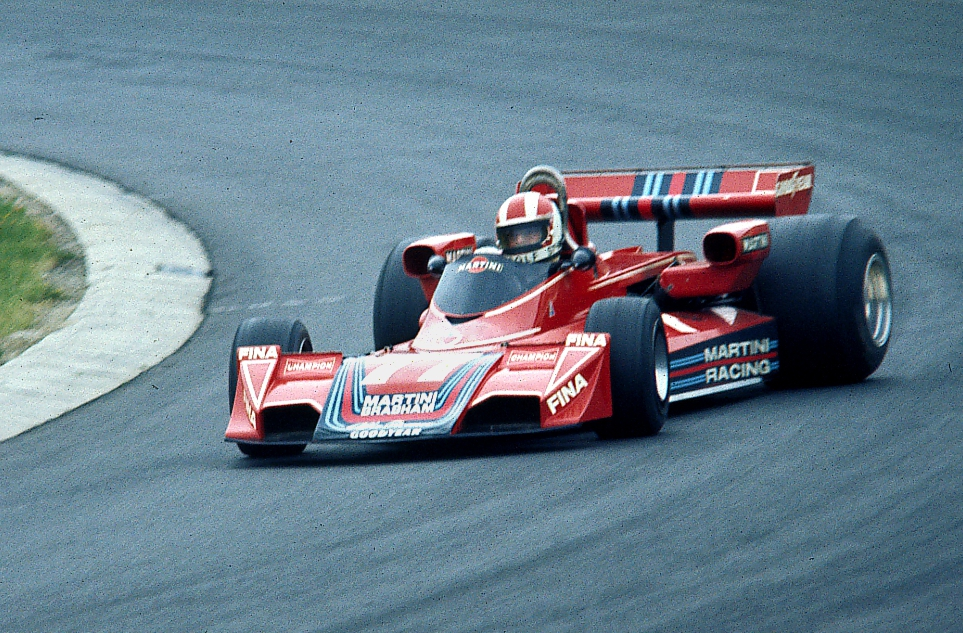
Brabham BT45 mit Alfa-Romeo-Tipo-115-12-Motor (Großer Preis von Deutschland 1976)

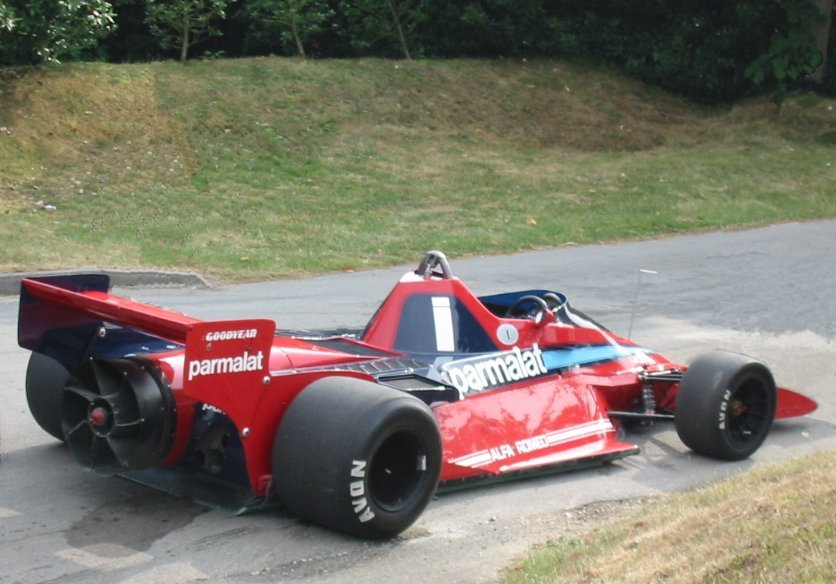
Der „Staubsauger“: Brabham BT46B

1976 wechselte Brabham von Cosworth- zu Alfa-Romeo-Motoren. Das Team erhielt exklusiv Zwölfzylindermotoren vom Typ 115-12, die Carlo Chiti konstruiert hatte. Mit einem Zylinderbankwinkel von 180 Grad waren sie sehr flach, bauten aber sehr breit. Ecclestone hatte sich vor allem aus wirtschaftlichen Gründen für die Alfa-Motoren entschieden: Während Brabham bislang für die DFV-Motoren Leasinggebühren hatte zahlen müssen, erhielt das Team den 115-12 kostenfrei. Zugleich erhöhte Martini seine Zahlungen an das Team. Ab 1978 kam dann der italienische Lebensmittelkonzern Parmalat als weiterer Sponsor hinzu. Mit seinen Zahlungen konnte der nun als Parmalat Racing Team gemeldete Rennstall Brabham den amtierenden Weltmeister Niki Lauda von Ferrari abwerben. Die rote Kappe mit dem Parmalat-Logo wurde zum Markenzeichen des Österreichers.
Der Alfa-Romeo-Motor bedeutete für Brabham im ersten Jahr einen sportlichen Rückschritt. Nach den Erfolgen des Jahres 1975 fiel es 1976 auf den neunten Platz der Konstrukteurswertung zurück. Drei vierte Plätze in Spanien (Carlos Reutemann), Frankreich und Deutschland (jeweils Carlos Pace) waren Brabhams beste Ergebnisse. Im folgenden Jahr etablierte sich Brabham-Alfa wieder im Mittelfeld. Carlos Pace und John Watson beendeten die Großen Preise von Argentinien und Frankreich jeweils auf Platz zwei, und Hans-Joachim Stuck kam in Deutschland und Österreich jeweils als Dritter ins Ziel. Hinzu kamen weitere Zielankünfte in den Punkterängen, sodass Brabham-Alfa die Saison 1977 mit 27 Punkten auf Rang fünf der Konstrukteursmeisterschaft beendete. Damit lag Brabham unter anderem vor Tyrrell, das punktgleich war, aber nur zwei dritte Plätze als beste Ergebnisse verzeichnete.
In der Saison 1978 erreichte das Team sogar Rang drei der Konstrukteurswertung. Der amtierende Weltmeister Niki Lauda kam von Ferrari als Spitzenfahrer zu Brabham-Alfa. Er gewann die Großen Preise von Schweden und Italien und erzielte weitere Podiumspositionen. Gleichwohl stieß das bisherige Konzept von Brabham-Alfa mittlerweile an seine Grenzen. 1978 war die Dominanz von Autos mit Bodeneffekt absehbar. Dem konnte Brabham zunächst nichts entgegenhalten, weil Alfa Romeos breit bauender Zwölfzylindermotor, dessen Zylinderbankwinkel 180 Grad betrug, ausgeformte Unterbodenprofile nicht zuließ. Brabhams Konstrukteur Gordon Murray reagierte darauf mit dem als „Staubsauger“ bekannt gewordenen Brabham BT46B, mit einem großen Ventilator am Fahrzeugheck der offiziell der Motorkühlung dienen sollte, tatsächlich aber in erster Linie Anpressdruck erzeugte. Der „Staubsauger“ siegte bei seinem Debüt in Anderstorp; danach wurde das Konzept allerdings verboten.
Für die Saison 1979 konstruierte Brabham mit dem BT48 erstmals ein Wing Car mit Unterbodenprofilen. Alfa Romeo steuerte für das Auto einen neuen, innerhalb von nur zweieinhalb Monaten konstruierten Zwölfzylindermotor (Tipo 1260) bei, der mit einem Zylinderbankwinkel von nur 60 Grad sehr schmal baute, abgesehen davon nach Ansicht von Technikern aber im Wesentlichen mit dem alten 115-12 übereinstimmte. Seine Leistung von 525 PS lag nur geringfügig über der der besten Cosworth-DFV-Motoren. Der Motor war sehr unzuverlässig und litt unter Leistungsschwankungen. Lauda schied von April bis August 1979 neunmal in Folge wegen Defekten des Motors aus, sein neuer Teamkollege Nelson Piquet fünfmal. Im ganzen Jahr erreichte Brabham-Alfa keine Podiumsposition bei einem Weltmeisterschaftslauf. Erfolgreich war das Team nur beim Dino Ferrari Grand Prix 1979 in Imola, den Lauda gewann. Allerdings hatte das Rennen keinen Weltmeisterschaftsstatus. Bernie Ecclestone war von der Entwicklung enttäuscht. Er warf Carlo Chiti vor, sich vornehmlich auf das eigene Formel-1-Projekt zu konzentrieren und Brabham zu vernachlässigen. Im Spätsommer 1979 trennte sich Brabham deshalb von Alfa Romeo und wechselte noch vor Saisonende zu Cosworth-Motoren.

#### Vom Cosworth DFV zu Turbomotoren von BMW

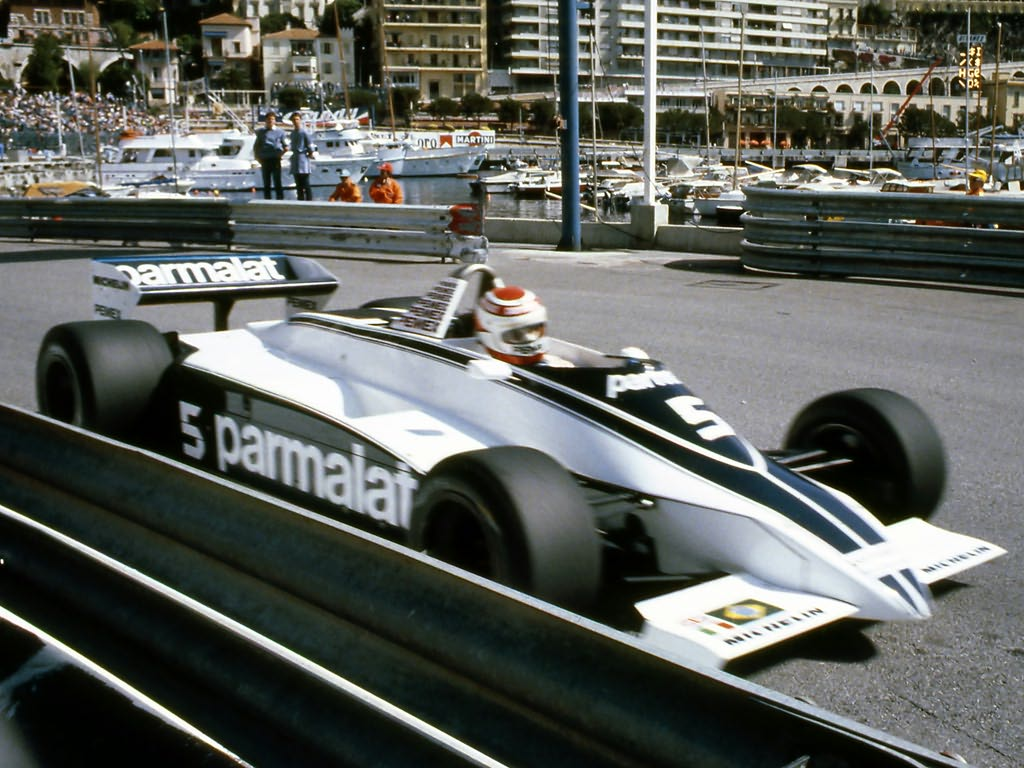
Nelson Piquet im Brabham BT49, Monaco 1981

Der Wechsel zurück zum bewährten Cosworth DFV zahlte sich für Brabham ab der Saison 1980 aus: Die Nutzung dieses kompakten Motors erlaubte mit dem BT49 den Bau eines zeitgemäßen Ground-Effect-Autos, das darüber hinaus ein Monocoque aus innovativem CFK-Kompositmaterial umfasste. Mit diesem Fahrzeugtyp war Nelson Piquet in seiner zweiten vollen Saison für das Team auf Anhieb erfolgreich. Mit insgesamt drei Siegen und drei weiteren Podestplätzen gehörte er zu den Spitzenfahrern des Jahres und führte nach dem Großen Preis von Italien sogar die Fahrer-WM an, musste sich nach Ausfällen in den letzten beiden Saisonrennen aber Alan Jones im Williams geschlagen geben. Im Folgejahr war das Glück dagegen auf Piquets Seite: Nach einer gleichfalls umkämpften Meisterschaft sicherte er sich im abschließenden Saisonrennen in Las Vegas mit dem fünften Platz die Meisterschaft vor dem mittlerweile für Williams fahrenden Carlos Reutemann und Jacques Laffite (Ligier), die beide vor dem Rennen noch Chancen auf den Titel gehabt hatten.
1982 stand im Zeichen des Wechsels zu den neuartigen M12-Turbomotoren von BMW, die die neuen Fahrzeuge vom Typ BT50 antrieben. Allerdings war das Jahr von zahlreichen Ausfällen und weiteren technischen Problemen gekennzeichnet, die dazu führten, dass Brabham zeitweise wiederum auf den bewährten BT49 mit Cosworth-Motor zurückgriff. Die mangelnde Zuverlässigkeit sorgte jedoch letztlich dafür, dass Piquet nicht um die Meisterschaft konkurrieren konnte und sich im Endergebnis sogar noch seinem neuen Teamkollegen Riccardo Patrese geschlagen geben musste. Zudem kam es beim Großen Preis von Brasilien zu einem Skandal: Piquet, der eigentlich als Erster über die Ziellinie gefahren war, wurde wegen eines angeblich mit Kühlwasser für die Bremsen befüllten Tanks nachträglich disqualifiziert. Dieser war jedoch beim Start des Rennens nachweislich leer gewesen, sodass Piquet (ebenso wie der Williams-Konkurrent Keke Rosberg) das Rennen mit einem untergewichtigen Fahrzeug bestritten hatte.

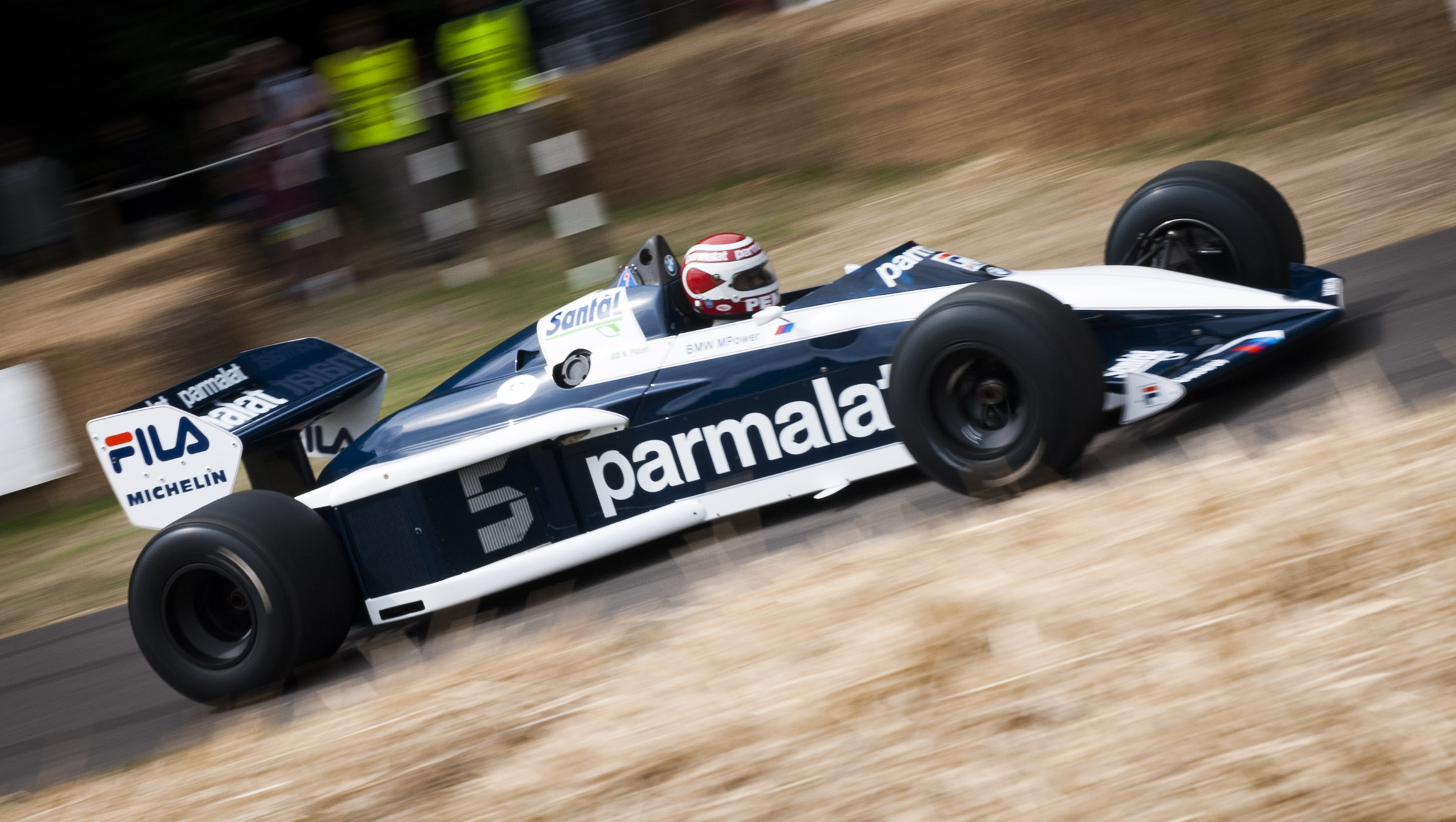
Brabham BT52 mit Turbomotor von BMW

1983 dagegen war das neue Fahrzeug, der BT52, ausgereifter. Piquet fiel nur noch selten aus und fuhr die ganze Saison über stark – nur in einem der Rennen, in denen er die Zielflagge sah, kam er schlechter als auf dem vierten Platz ins Ziel. Ein dritter Platz beim Saisonfinale in Südafrika ließ Piquet schließlich am ähnlich zuverlässig fahrenden Renault-Piloten Alain Prost vorbeiziehen, der bei diesem Rennen einen von nur drei Ausfällen erlitt. Piquet sicherte sich damit nicht nur seinen zweiten Fahrertitel, sondern wurde auch der erste Weltmeister mit einem Turbo-Fahrzeug.
Leider hielt diese Serie nicht an – die folgende Saison 1984 war wiederum von zahlreichen Ausfällen bestimmt. Piquet erreichte mit dem BT53 zwar bei insgesamt neun Rennen die Pole-Position, kam aber nur bei sieben von 16 Saisonrennen überhaupt ins Ziel und landete im Endergebnis abgeschlagen auf dem fünften Platz der Meisterschaft. Ein Kuriosum dieser Saison war die Besetzung des zweiten Cockpits, das sich mit Ausnahme des Saisonfinales in Portugal, bei dem Manfred Winkelhock zum Zug kam, die Brüder Teo und Corrado Fabi teilten. 1985 blieb die Situation ähnlich – Piquet fiel im BT54 sogar ebenso oft aus wie im Vorjahr, verließ aber nach Saisonende das Team und wechselte zu Williams. Zudem wurde auch deutlich, dass die Leistungsfähigkeit des BMW-Motors mittlerweile an ihre Grenzen geraten war, zumal die Konkurrenzteams nun fast ausschließlich ebenfalls Turbomotoren einsetzte.
1986 versuchte Brabham daher mit radikalen Mitteln, sich einen Vorsprung zu erarbeiten. So erregte in diesem Jahr der extrem flache BT55 Aufsehen, bei dem der BMW-Vierzylinder zur Seite gekippt montiert wurde. Das Fahrzeug erwies sich jedoch als zu problematisch in der Handhabung und technisch wiederum äußerst unzuverlässig. Zudem verunglückte Elio de Angelis bei Testfahrten in Le Castellet tödlich. Es war der erste tödliche Unfall des Brabham-Teams. 1987 wurde mit dem BT56 ein konventionelleres Fahrzeug eingesetzt, das letztmals den BMW-Motor unter diesem Namen verwendete (es folgte noch ein Einsatz in der Saison 1988 bei Arrows unter der Bezeichnung Megatron), das die Fahrer Riccardo Patrese und Andrea De Cesaris zu jeweils einem Podestplatz steuerten, das aber wiederum äußerst defektanfällig war. Hiermit endete vorerst die Rennhistorie von Brabham in der Formel 1.

### Das Lüthi-Jahr
Nach einem Sabbatjahr 1988 erschien Brabham 1989 wieder in der Formel 1. Das Jahr war der Beginn der sogenannten neuen Saugmotor-Ära: Erstmals seit 1966 waren aufgeladene Motoren verboten. Das nominell von Joachim Lüthi geleitete Team galt ungeachtet seiner jahrzehntelangen Tradition im Hinblick auf den letztjährigen Startverzicht als neuer Wettbewerber und unterlag damit in der ersten Saisonhälfte zusammen mit den leistungsschwächsten bestehenden Teams dem Erfordernis der Vorqualifikation, von dem es sich in der zweiten Jahreshälfte befreite. Brabham trat mit dem von Sergio Rinland entworfenen, „unkomplizierten“ Modell BT58 an, das von einem Judd-Achtzylindermotor angetrieben wurde. Fahrer waren Martin Brundle und Stefano Modena, der im Jahr zuvor bei EuroBrun angetreten war. Die Autos waren unzuverlässig. Das Team verzeichnete nur zwölf Zielankünfte und 17 technisch bedingte Ausfälle. Bestes Ergebnis war Modenas dritter Platz beim dritten Saisonrennen in Monaco, der zugleich die letzte Podiumsplatzierung des Teams war. Brundle kam bei diesem Rennen als Sechster ins Ziel. In der Saison erzielte Brabham insgesamt acht Punkte und wurde Achter der Konstrukteursmeisterschaft. Damit lag das Team noch vor dem mit gleichem Motor antretenden, finanziell deutlich besser aufgestellten March-Team.

### Middlebridge und Alolique

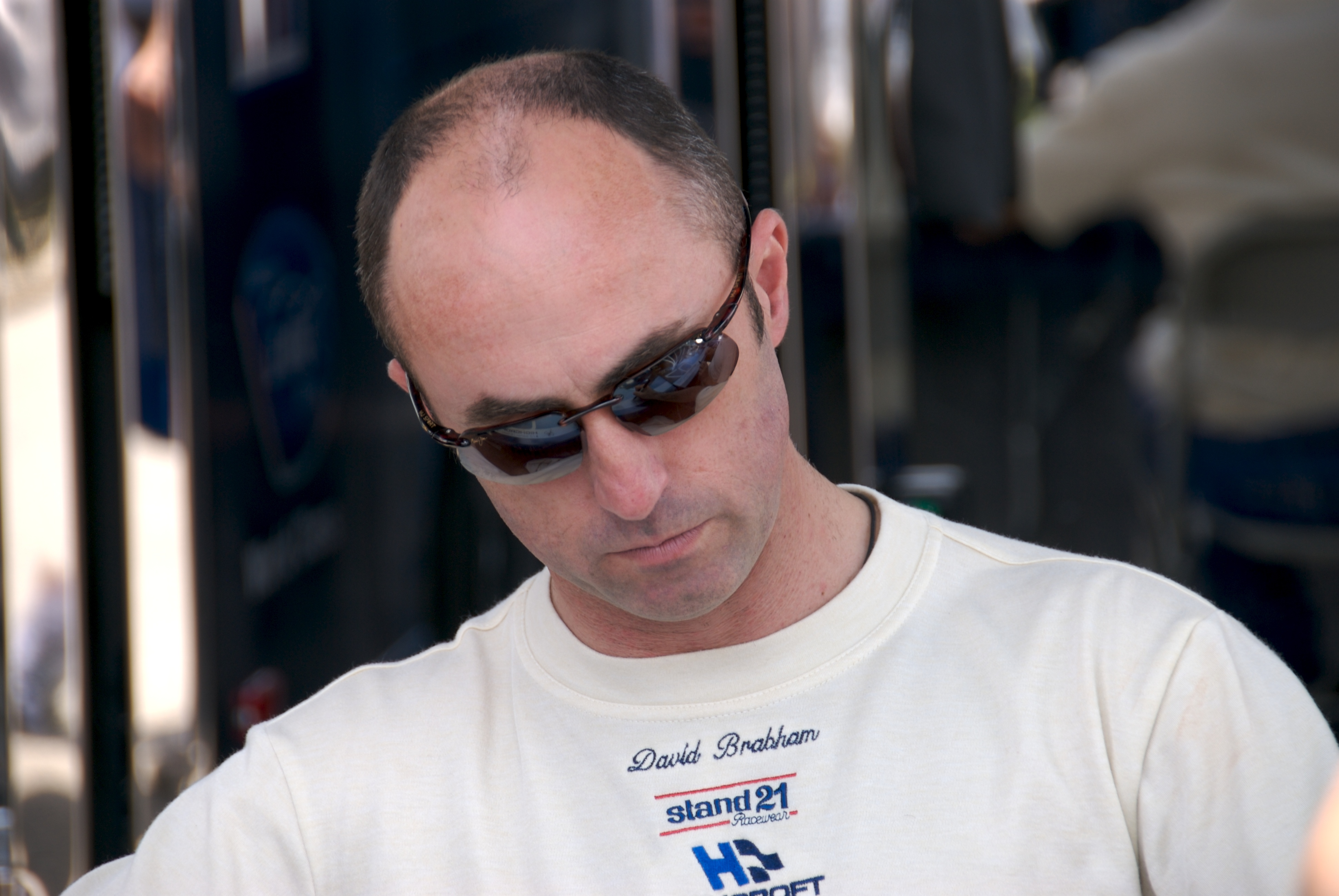
„Brabham auf Brabham“: David Brabham fuhr 1990 für das von seinem Vater gegründete Team

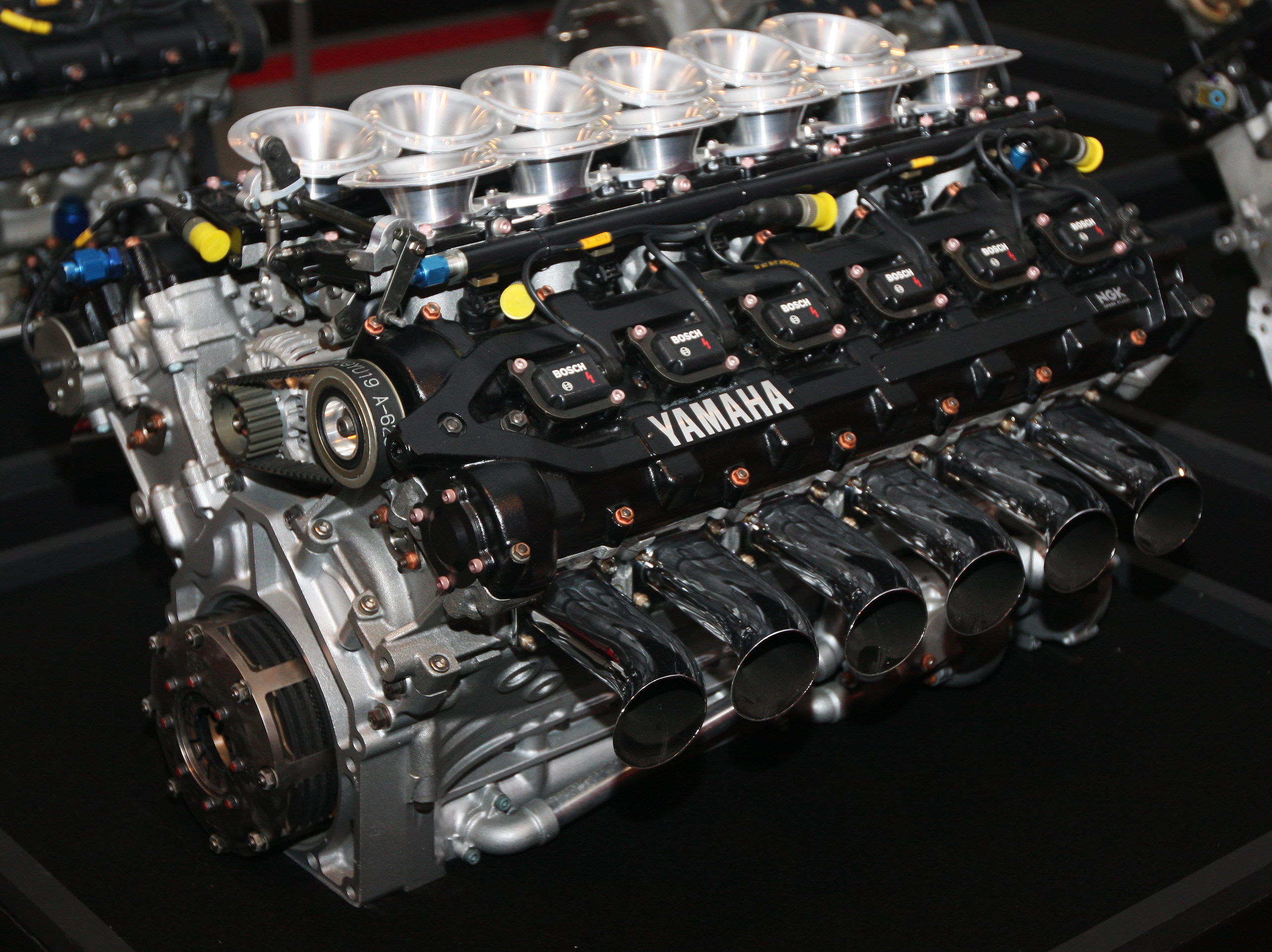
Zwölfzylindermotor OX99 von Yamaha

Ende 1989 ergaben sich durch die Verhaftung Lüthis Turbulenzen, die sich direkt auf den Rennstall auswirkten. Zwar kehrte der langjährige Brabham-Manager Herbie Blash kurzfristig ins Team zurück und übernahm die Leitung; doch nach Saisonende war nicht klar, ob das Team auch im kommenden Jahr würde antreten können. Erst Ende Februar 1990 zeichnete sich ab, dass Brabham als Tochterunternehmen von Middlebridge weitermachen konnte.
Bei den ersten Rennen der Saison 1990 war Brabham deshalb nicht vorbereitet. Die unveränderten Vorjahresautos erschienen zum Auftakt-Grand-Prix in den USA erst am Donnerstagabend vor dem Rennen, und Herbie Blash schloss den Reifenvertrag mit Pirelli erst am Freitagmorgen. Auch bei den folgenden Großen Preisen musste das Team vielfach improvisieren. Der neue, von Sergio Rinland konstruierte BT59 erschien erst beim Großen Preis von San Marino. Zu diesem Rennen wurde der noch von Lüthi verpflichtete Schweizer Rennfahrer Gregor Foitek durch David Brabham, den jüngsten Sohn des Teamgründers Jack Brabham, ersetzt. Foitek wechselte in das Team seines Landsmanns Peter Monteverdi. Brabham verpasste bei sechs von 14 Rennen die Qualifikation und erreichte nur eine Zielankunft (Platz 15 in Frankreich). Sein Teamkollege Modena erzielte mit dem fünften Platz im ersten Rennen des Jahres die einzigen Weltmeisterschaftspunkte seines Teams in diesem Jahr. Das Brabham-Team belegte zum Jahresende gleichrangig mit Arrows Platz neun der Konstrukteurswertung.
In der Saison 1991 stellte sich das Brabham-Team neu auf. Es war exklusiver Motorenpartner des japanischen Herstellers Yamaha, der bereits 1989 mit Zakspeed einen erfolglosen Versuch unternommen hatte, sich in der Formel 1 zu etablieren. Yamaha konstruierte für Brabham einen vollständig neuen Zwölfzylindermotor, der in den ebenfalls neuen Brabham BT60Y eingebaut wurde. Das Fahrzeug war bei seinem Debüt beim dritten Saisonrennen noch nicht ausgereift; auch bei den folgenden Läufen zeigten sich Probleme vor allem mit der Stabilität des Autos, die dazu führten, dass der Wagen im Laufe der Saison erheblich umgebaut werden musste. Die diesjährige Fahrerpaarung bildeten Martin Brundle und Mark Blundell. Das Team erzielte in der ersten Saisonhälfte keine Weltmeisterschaftspunkte, sodass es in der zweiten Hälfte erneut der Vorqualifikation unterlag. Erst im September beim Großen Preis von Belgien fuhr Blundell den ersten Weltmeisterschaftspunkt ein – zugleich den ersten für Yamaha in der Formel 1 –, und Brundle fügte dem durch seinen fünften Platz im vorletzten Rennen in Japan noch zwei weitere hinzu. Am Ende der Saison lag Brabham erneut auf Platz neun der Konstrukteurswertung.

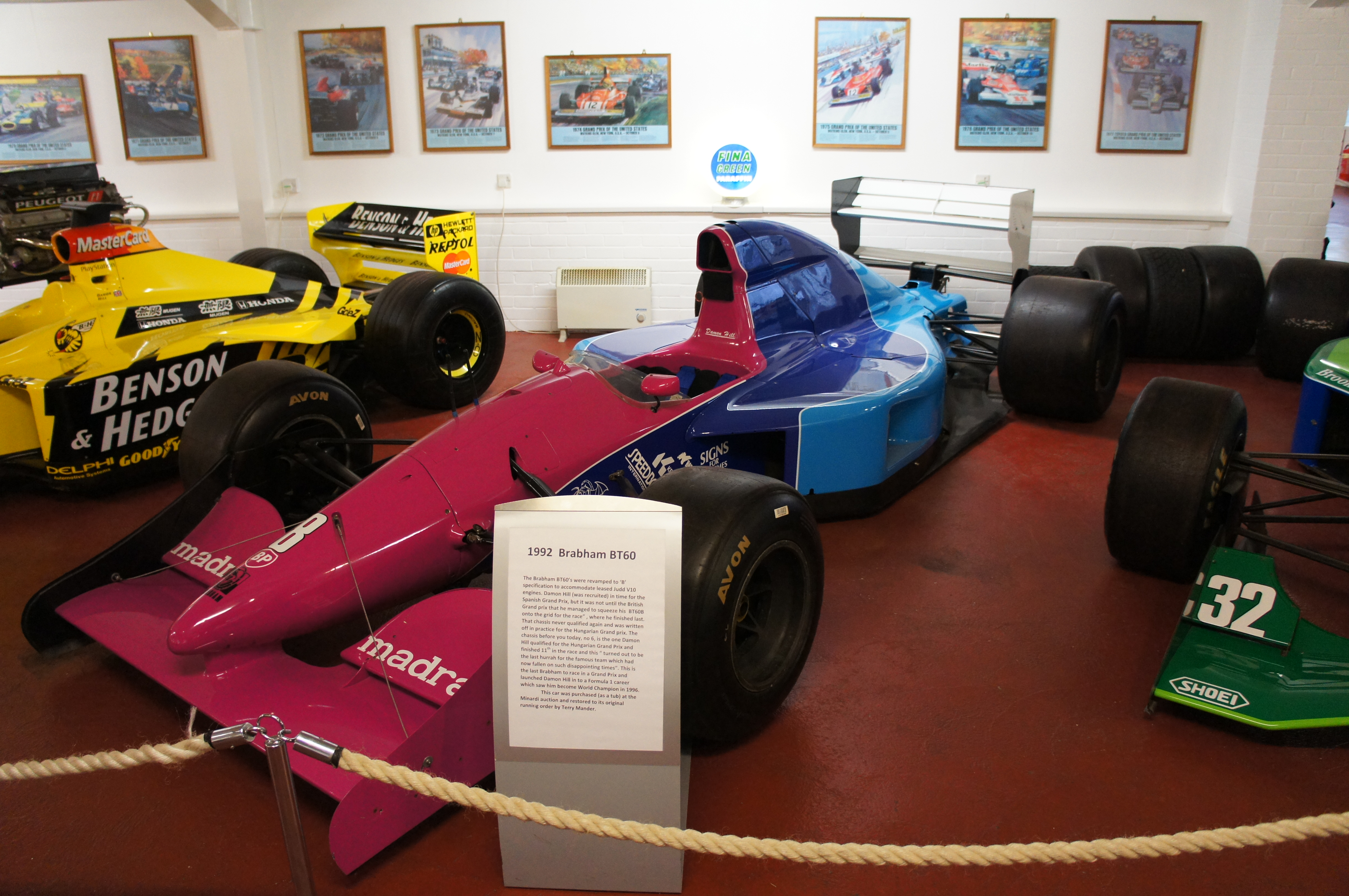
Der letzte Formel-1-Brabham: BT60B von 1992

Ende 1991 kam es erneut zu wirtschaftlichen Schwierigkeiten und unklaren Zukunftsaussichten. Im Hinblick darauf verließen in den ersten Monaten des Jahres 1992 zahlreiche Mitarbeiter das Team, unter ihnen Herbie Blash und der Konstrukteur Sergio Rinland. Ende Februar 1992 hatte Brabham nur noch 14 Angestellte. Der neue Eigentümer des Teams, die Alolique-Gruppe, setzte Dennis Nursey sowie John Macdonald, den ehemaligen Inhaber des Motorsportteams RAM Racing, als leitende Manager ein. Auch Yamaha beendete die Verbindung zu Brabham zugunsten einer Allianz mit dem besser aufgestellten Team Jordan Grand Prix. Stattdessen setzte Brabham erneut auf Judd-Motoren. Ein neues Auto, dessen Entwicklung Rinland vor seinem Weggang begonnen hatte, wurde nicht fertiggestellt; die Konstruktion erschien unter der Bezeichnung GR02 im Sommer 1992 leicht verändert bei dem italienischen Team Fondmetal. Brabham trat daher mit dem im Vergleich zum Vorgängermodell nur leicht veränderten Brabham BT60B an. Als Fahrer wurde der Belgier Eric van de Poele verpflichtet, dessen Sponsor Lease Plan die Fortsetzung des Rennbetrieb maßgeblich ermöglichte. Als zweiten Fahrer wollte Brabham Akihiko Nakaya unter Vertrag nehmen; seine Verpflichtung scheiterte aber an dem Fehlen der Superlizenz. Das zweite Cockpit ging stattdessen an Giovanna Amati, seit Desiré Wilson (1980) die erste und bislang letzte Frau, die zu einem Formel-1-Weltmeisterschaftslauf gemeldet wurde. Van de Poele ging zehnmal für Brabham an den Start. Abgesehen vom ersten Saisonrennen scheiterte er jeweils in der Qualifikation. Amati verpasste ihrerseits bei den ersten vier Rennen jeweils die Qualifikation und wurde zum Großen Preis von Spanien durch den Williams-Testfahrer Damon Hill ersetzt, den Sohn des Formel-1-Weltmeisters Graham Hill. Hill qualifizierte sich zu den ersten fünf Formel-1-Rennen nicht. Erst beim Großen Preis von Großbritannien gelang ihm die erste Qualifikation, wobei sein Team hier technische Unterstützung von Williams erhielt, dessen Inhaber Frank Williams seinen langjährigen Konkurrenten beim gemeinsamen Heimrennen nicht scheitern sehen wollte. Nach dem Großen Preis von Deutschland verschärften sich die wirtschaftlichen Probleme des Teams. Vor dem Großen Preis von Ungarn zog Brabham Van de Poeles Auto zurück und trat nur noch mit Hill an, der sich qualifizierte und als Elfter ins Ziel kam. Das war das 399. und letzte Rennen des Brabham-Teams. Zum anschließenden Rennen in Italien meldete sich Brabham zwar noch, trat aber nicht mehr an.

### Gescheiterte Wiederbelebungen
Im Herbst 1992 kaufte der britische Geschäftsmann Alan Randell die Namensrechte und einige Ausrüstungsgegenstände des Brabham-Teams, nicht aber dessen Startberechtigung. Gleichwohl meldete er „Brabham“ bei der FIA zur Formel-1-Weltmeisterschaft 1993 an und erklärte, ein von Galmer Engineering in den USA entworfenes Chassis einsetzen zu wollen. Galmer distanzierte sich öffentlich von dem Projekt, und die FIA akzeptierte die Meldung nicht.
Anfang Juni 2009 meldeten zahlreiche Medien, dass der deutsche Unternehmer Franz Hilmer ein Team mit dem Namen Brabham für die Formel-1-Weltmeisterschaft 2010 eingeschrieben habe. Die Bewerbung wurde von der FIA jedoch nicht berücksichtigt.

## Formel 2

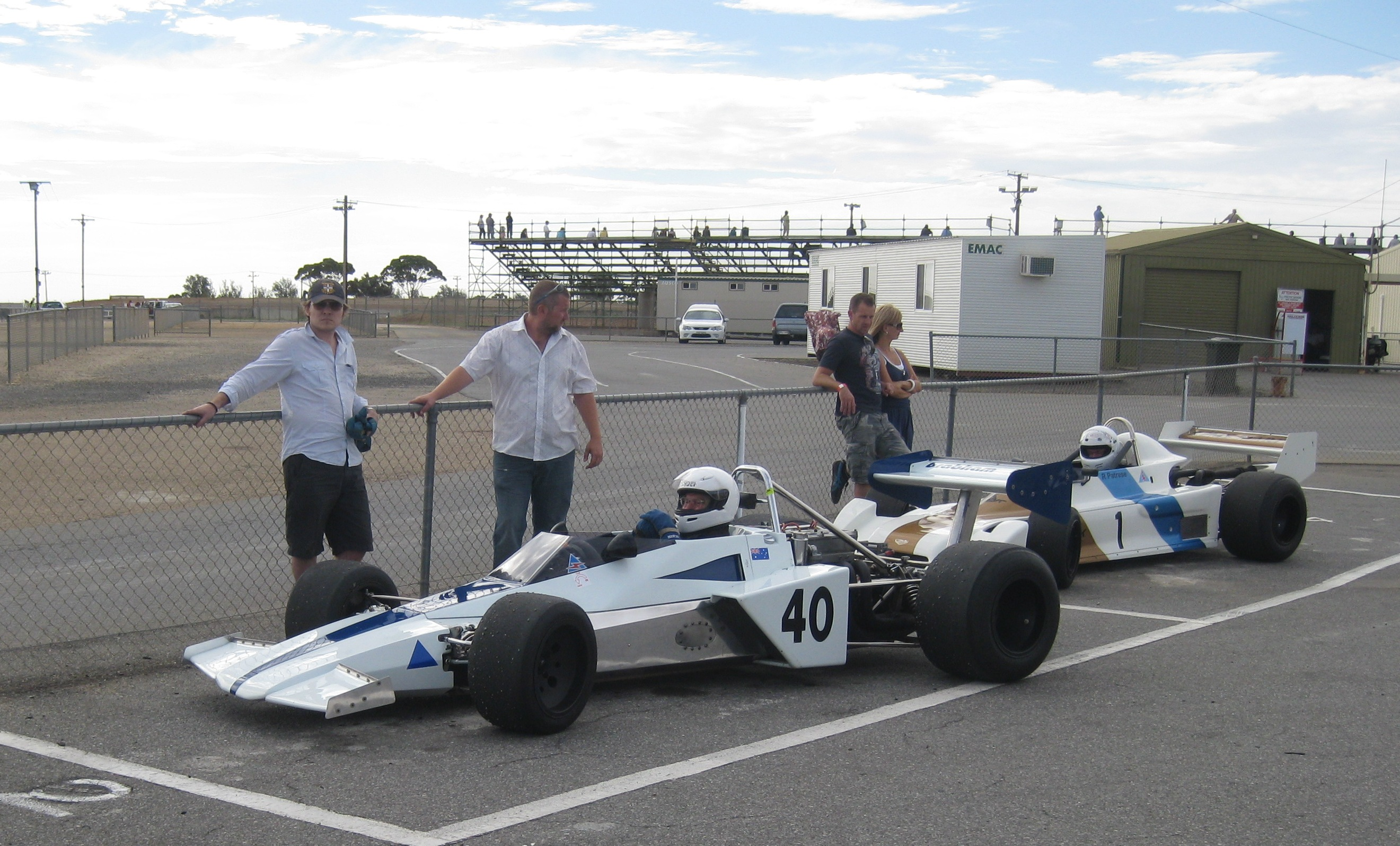
Brabhams letztes Formel-2-Auto: Der BT40 von 1972

1966 fuhren in der Formel 2 die Rennfahrer Jack Brabham und Denis Hulme mit dem Brabham-Honda BT18 insgesamt 11 Siege bei 12 Rennen ein. Als Motorenlieferant für die Formel 2 (1000 cm³) rüstete Honda 1965 und 1966 den Rennstall von Brabham aus. Von 1967 bis 1984 gab es die Formel-2-Europameisterschaft, dort setzte Brabham das Modell BT 23 bzw. BT 23C ein. Die Brabham BT23 (1967–1970), BT30 (1969–1971) und BT36 wurden zu dieser Zeit mit Ford-Cosworth-Motoren mit 1600 cm³ angetrieben.

## Brabham als Hersteller von Kundenfahrzeugen
Von Beginn an produzierte das Unternehmen nicht nur Formel-1-Autos, sondern auch Rennwagen für kleinere Klassen. Tatsächlich war der Brabham BT2 für die Formel Junior bereits vor dem ersten Formel-1-Fahrzeug in Produktion gegangen, um mit den Verkaufserlösen den weiteren Geschäftsbetrieb zu finanzieren. Später kamen Fahrzeuge für die Formel 2 und die Formel 5000 hinzu.
Nachdem die Formel-1-Autos zunächst nur von der Brabham Racing Organisation eingesetzt worden waren, übernahmen im Laufe der 1960er-Jahre zahlreiche private Rennställe gebrauchte oder neu aufgebaute Kundenautos von Brabham. Brabham entwickelte sich in den späten 1960er Jahren zum größten Hersteller von Kundenfahrzeugen für die Formel 1. Zu den MRD-Abnehmern gehörte unter anderem Frank Williams, der ab 1969 für seinen eigenen Rennstall Kundenautos in der Formel 1 einsetzte, bevor er 1970 zu einem selbständigen Konstrukteur wurde.

## Zahlen und Daten

### Alle Grand-Prix-Sieger auf Brabham

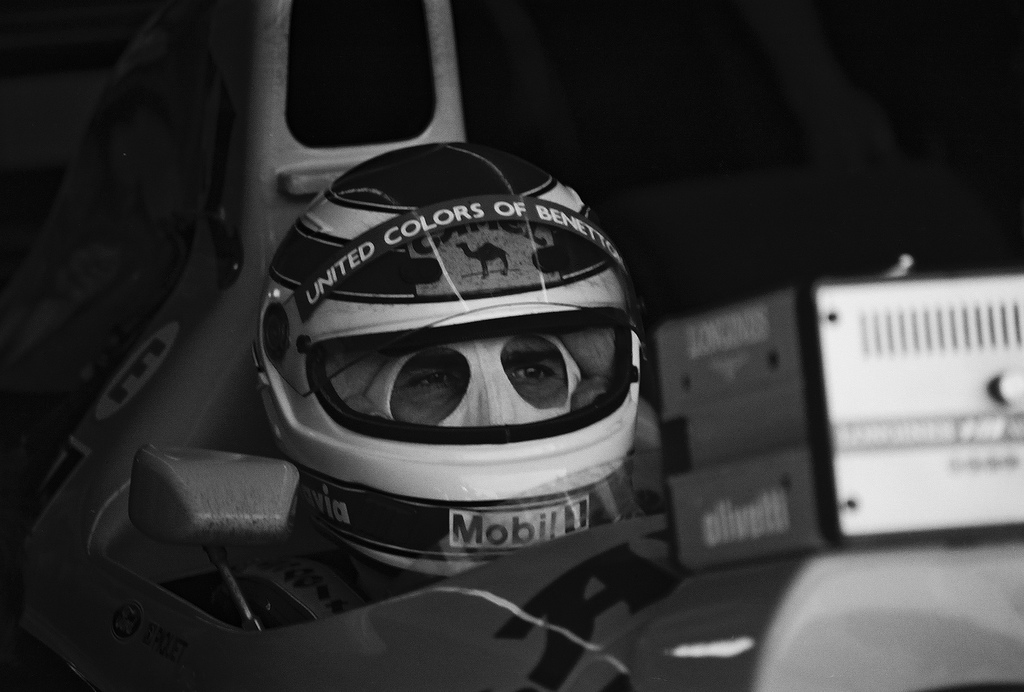
Die meisten Siege auf Brabham: Nelson Piquet, hier im Benetton

| Fahrer           | Nation             | für Brabham aktiv    | Grands Prix | GP- Siege | WM- Punkte | WM- Titel | beste WM- Position (Jahr) |
| ---------------- | ------------------ | -------------------- | ----------- | --------- | ---------- | --------- | ------------------------- |
| Nelson Piquet    | Brasilien          | 1978–1985            | 106         | 13        | 236        | 2         | 1. (1981, 1983)           |
| Jack Brabham     | Australien         | 1962–1970            | 80          | 7         | 174        | 1         | 1. (1966)                 |
| Carlos Reutemann | Argentinien        | 1972–1976            | 66          | 4         | 091        | –         | 3. (1975)                 |
| Denis Hulme      | Neuseeland         | 1965–1967            | 26          | 2         | 074        | 1         | 1. (1967)                 |
| Dan Gurney       | Vereinigte Staaten | 1963–1965            | 29          | 2         | 063        | –         | 4. (1965)                 |
| Niki Lauda       | Osterreich         | 1978–1979            | 29          | 2         | 048        | –         | 4. (1978)                 |
| Riccardo Patrese | Italien            | 1982–1983, 1986−1987 | 61          | 2         | 042        | –         | 9. (1983)                 |
| Jacky Ickx       | Belgien            | 1969                 | 11          | 2         | 037        | –         | 2. (1969)                 |
| Carlos Pace      | Brasilien          | 1974–1977            | 39          | 1         | 045        | –         | 6. (1975)                 |